# Hymenocallis speciosa
Hymenocallis speciosa es una especie de planta bulbosa geófita perteneciente a  la familia de las amarilidáceas. Es originaria de las Islas de Barlovento.

## Taxonomía
Hymenocallis speciosa fue descrita por (L.f. ex Salisb.) Salisb. y publicado en Transactions of the Horticultural Society of London 1: 340, en el año 1812.
Etimología
Hymenocallis: nombre genérico que proviene del griego y significa "membrana hermosa", aludiendo a la corona estaminal que caracteriza al género.
speciosa: epíteto latino que significa "llamativa".
Sinonimia
- Pancratium speciosum L.f. ex Salisb., Trans. Linn. Soc. London 2: 73 (1794). basónimo
- Nemepiodon speciosum (L.f. ex Salisb.) Raf., Fl. Tellur. 4: 22 (1838).
- Hymenocallis speciosa var. angustifolia Herb., Amaryllidaceae: 209 (1837).
- Hymenocallis speciosa var. humilis Herb., Amaryllidaceae: 209 (1837).
- Hymenocallis speciosa var. longipetiolata Herb., Amaryllidaceae: 209 (1837).
- Hymenocallis formosa M.Roem., Fam. Nat. Syn. Monogr. 4: 171 (1847).
- Pancratium formosum M.Roem., Fam. Nat. Syn. Monogr. 4: 167 (1847).[4]